# 伊氏克羅比麗魚
伊氏克羅比麗魚，為輻鰭魚綱鱸形目隆頭魚亞目慈鯛科的其中一種，分布於南美洲蘇利南及法屬圭亞那的Marowijne河流域，體長可達12.5公分，棲息在底中層水域，生活習性不明，可作為觀賞魚。